# Aksel Andersson

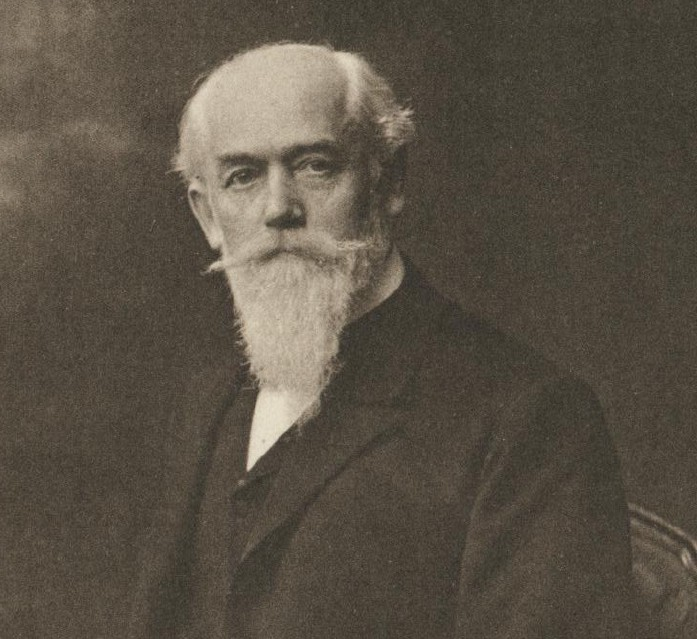
Aksel Andersson.

Lars Aksel Andersson, född den 2 mars 1851 i Halmstad, död den 8 juli 1923 i Uppsala, var en svensk nordist och förste bibliotekarie (överbibliotekarie) vid Uppsala universitetsbibliotek 1911–1918.

## Biografi
Andersson studerade vid Uppsala universitet från hösten 1870 med inriktning på moderna språk och litteraturhistoria med nordiska språk som huvudämne. Vårterminen 1877 till höstterminen 1879 studerade han vid universiteten i Leipzig, Cambridge och Paris. Sina universitetsstudier avslutade han med gradualavhandlingen Om Johan Salbergs Grammatica Svetica. Ett bidrag till kännedomen om 1600-talets svenska, I ventilerad i Uppsala den 30 maj 1884. Därefter promoverades han till filosofie doktor.  
Anderson antogs i september 1882 som  extra ordinarie amanuens vid universitetsbiblioteket och fick sin första ordinarie befattning, som tredje eller Lidénsk amanuens den 14 april 1885. Den 20 september 1897 avancerade han till andre amanuens, den 14 december 1899 till vice bibliotekarie och den 1 augusti 1910 förste bibliotekarie. Den 28 april 1911 fick Andersson tjänsten som överbibliotekarie vid universitetsbiblioteket, i vilken befattning han kvarstod, tills han den 2 mars 1918 uppnådde pensionsåldern.
Andersson var skattmästare i Svenska Litteratursällskapet från 1885 och sekreterare under åren 1900–1906 och redigerade i denna egenskap dess publikationer dessa år, däribland Samlaren, årgångarna 1901–1906. Han utgav, de första i samarbete med Henrik Schück, Skrifter från reformationstiden i urval (1889–1893), särskilt Een nyttwgh wnderwijsning 1526 och Een skön nyttugh vnderwisningh 1526. Andersson arbetade också nära Gustaf Edvard Klemming till dennes död 1893. 
Anderson var aktiv i universitets internationella kontaktnät och gjorde också en gedigen insats med att samla in brev och skrivelser till och från Linné i utländska samlingar inför Linnéjubileet i Uppsala år 1907.
Andersson var en av våra första svenska biblioteksmän, som gjorde sig förtrogen med modern biblioteksteknik och genomdrev ett antal reformer av bibliotekets verksamhet med bland annat ökat utrymme för bibliotekets växande samlingar jämte utvidgning av läse- och arbetssalar. Den stora s.k. Carolinasalen inreddes till bokmagasin och en ny läsesal förlades i en tillbyggnad av den bakåt gående flygeln.
I Andersons liv fanns en medveten kristen tro, som blev alltmera fördjupad och innerlig. Han var också en stor fosterlandsvän och till sin politiska åskådning hårdnackat konservativ. Han är gravsatt på Uppsala gamla kyrkogård.